# Reserva Natural de Akste
A Reserva Natural de Akste é uma reserva natural em Vastse-Kuuste, no condado de Põlva, na Estónia. A área é de 189,2 hectares. A reserva natural foi criada em 1977 para proteger aves do género Scolopax.